# Tatort: Abendstern
Abendstern ist ein Fernsehfilm aus der Fernseh-Kriminalreihe Tatort der ARD und des ORF. Der Film wurde vom WDR produziert und am 7. November 1976 zum ersten Mal gesendet. Er ist die 68. Folge der Tatort-Reihe, der neunte mit Kommissar Haferkamp.

## Handlung

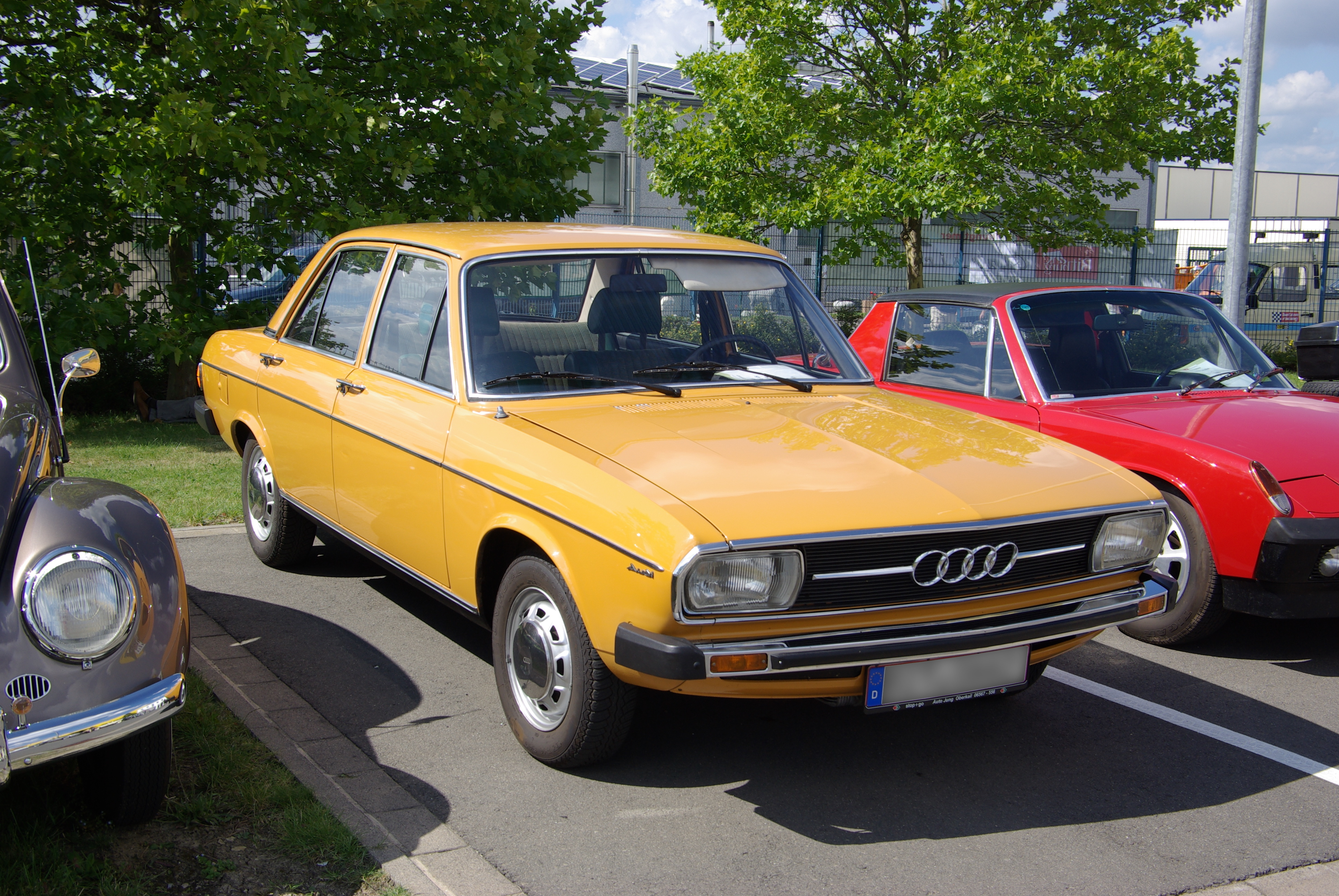
Ein gelber Audi 100 C1, wie ihn Helm in Abendstern fährt

Isabel Raisch arbeitet als Bedienung in einem Landgasthof. Obwohl sie verheiratet ist, ist sie anderen Männern nicht abgeneigt. Ihr derzeitiger Liebhaber ist Gerhard Helm aus dem Essener Bauamt. Als er sie zu einem Ausflug von der Arbeit abholt, ahnen sie nicht, dass ihr Mann Peter Raisch das Gleiche vorhat und ihnen folgt. Er verliert sie aber aus den Augen. Plötzlich geht Helm das Benzin aus. Er lässt Isabel an einer einsamen Waldkreuzung alleine, um Benzin aus dem nächstgelegenen Ort "Suddenrath" zu holen. Als er wiederkehrt, findet er Isabel neben dem Audi 100 schwerverletzt vor. Er tankt den Wagen eilig und versucht, die Frau ins Krankenhaus zu bringen. Jedoch verstirbt sie auf der Fahrt und Helm entschließt sich aus Angst vor einem Skandal, die Leiche im Wald zu verstecken. Ein wenig später erscheint an derselben Kreuzung der Schuhhändler Kurmeier und sucht aufmerksam nach etwas auf dem Boden; er findet einen metallenen Buchstaben „R“ und steckt ihn ein.
Kurz vor Schichtende morgens um 6 Uhr werden Kommissar Haferkamp und sein Assistent Kreutzer zu derselben Kreuzung gerufen: Kinder haben im Gebüsch die Leiche eines Waldarbeiters gefunden. Nahe dem Fundort, an dem Helm parkte, werden ein blutverschmierter Stein und ein Benzinfleck entdeckt. Außerdem wird ein kleines Stück Metall entdeckt. Kurze Zeit später werden Haferkamp und Kreutzer zu einer etwa zwei Kilometer entfernten Stelle im Wald gerufen, an der von Kollegen des Waldarbeiters Isabels Leiche gefunden wurde. Da das Blut auf dem Stein Isabel zugeordnet werden kann, forscht Haferkamp in deren Umfeld und lässt alle Männer befragen, mit denen sie Kontakt hatte. Außerdem nimmt er ihren Mann Peter als Hauptverdächtigen fest. Das Notizbuch der Toten enthält die Amts-Telefonnummer von Helm, den Haferkamp im Amt aufsucht. Der Benzinfleck bringt den Kommissar darauf, die Tankstellen in der Umgebung des Tatorts zu überprüfen. An der betreffenden Station trickst Haferkamp Helm aus, indem er wahrheitswidrig behauptet, der Tankwart hätte Helm wiedererkannt. Helm räumt ein, dort gewesen zu sein und schildert im Kommissariat den Geschehenshergang.
Nun aber steht Helm unter Mordverdacht, auch deshalb, weil seine Frau ihn durch Vernichtung von Beweismitteln schwer belastet hat: Sie hat den verdächtigen Benzinkanister beseitigt und den Wagen zum Waschen gebracht. Helm kommt in Untersuchungshaft, und Haferkamp lässt Helms Frau zu einem Gefängnisbesuch kommen, „damit die zwei reden, vielleicht bewirkt das etwas“. In einer Schlüsselstelle sagt Helms Frau zu ihm „Du musst nur ein Wort sagen, und ich helfe Dir“. Alles was sie will, ist eine Entschuldigung. Doch Helm versteht ihren Wink nicht, wird wütend und geht zurück in die Zelle.
Haferkamp ordnet an, Frau Helm zu beschatten, um herauszufinden, ob sie ihrem Mann eine Falle wegen seiner Affäre gestellt hat. Bei einer Hausdurchsuchung werden eine hohe Summe Geldes sowie ein Aufnahmegerät nebst Kassetten gefunden. Überraschenderweise entlastet dies Helm, denn das Gerät war zur Zeit des Ereignisses ohne sein Wissen in seinem Wagen versteckt. Es enthält die ganze Tat auf Ton und führt zu Kurmeier. Auf dessen Geschäftsauto wird auch eine Aufschrift mit beschädigtem Buchstaben „R“ entdeckt, zu dem das Metallstück passt. Kurmeier hat den Waldarbeiter überfahren, da dieser ihm in volltrunkenem Zustand in den Wagen gelaufen ist. Isabel hatte es beobachtet und wurde von Kurmeier erkannt. Dann versuchte er vergeblich, sie mit Geld zu bestechen und würgte und tötete sie schließlich aus Panik.
Das bei Frau Helm aufgefundene Geld hatte diese von Kurmeier erpresst. Da ihr Mann für einen Totschlag inhaftiert war, den er nicht begangen hatte, fand sie es ausgleichend gerecht, dass Kurmeier dafür bezahlte, dass ein anderer – Helm – für ihn im Gefängnis sitzt. Die stark religiös veranlagte Ehefrau hatte mithin versucht, ihren Mann für seinen Seitensprung zu bestrafen, indem sie die entlastenden Beweise unterschlug. Alles was sie wollte, war eine Bitte um Verzeihung von ihrem Mann, dann hätte sie ihm geholfen.

## Trivia
- Abendstern ist der Kosename, den Herr Helm seiner Frau früher gab. Mit diesem Kennwort holt Frau Helm das Erpressungsgeld von der Post ab.
- Ein wiederkehrendes musikalisches Motiv dieser Tatort-Folge ist das Gitarrensolo aus dem Stück Fools der britischen Rockband Deep Purple.[2]
- Der Ort „Suddenraht“, wo sich die Tankstelle befindet, ist ein fiktiver Ortsname.
- Die Szene des Landgasthofs ist am Deininger Weiher gedreht.